# Sadarkarya
Sadarkarya is een bestuurslaag in het regentschap Purwakarta van de provincie West-Java, Indonesië. Sadarkarya telt 2861 inwoners (volkstelling 2010).